# モモドゥ・セーサイ
モモドゥ・セーサイ（Momodou Ceesay、1988年12月24日 - ）は、ガンビア・バンジュール出身の元サッカー選手。現役時代のポジションはフォワード。

## 経歴
2017年からパロセウラ・ケミ・キングスに所属していた。
2018年からはカザフスタンのFCキジルジャルと契約した。

## 代表
モモドゥ・セーサイは、2010年5月30日にメキシコ戦代表戦のデビューを果たした。彼は、自身2試合目(2010年9月4日)の出場試合でナミビアに対し、代表初ゴールを決めた。

### 代表ゴール
- 国際Aマッチ 16試合 6得点 （2010年-2015年）

### ゴール
| #  | 開催年月日    | 開催地                       | 対戦国           | 勝敗 | 試合概要                              |
| -- | ------------- | ---------------------------- | ---------------- | ---- | ------------------------------------- |
| 1. | 2010年9月4日  | ガンビア、バカウ             | ナミビア         | ○3-1 | アフリカネイションズカップ2012予選    |
| 2. | 2011年2月9日  | ポルトガル、リスボン         | ギニアビサウ     | ○1-3 | 親善試合                              |
| 3. | 2011年8月10日 | ガンビア、バカウ             | コンゴ民主共和国 | ●3-0 | 親善試合                              |
| 4. | 2012年2月29日 | ガンビア、バカウ             | アルジェリア     | ●1-2 | アフリカネイションズカップ2013予選    |
| 5. | 2012年6月10日 | タンザニア、ダルエスサラーム | タンザニア       | ●1-2 | 2014 FIFAワールドカップ・アフリカ予選 |